# Le Bernica
Le Bernica est un lieu-dit de l'ouest de l'île de La Réunion constituant aujourd'hui un quartier à part entière de la commune de Saint-Paul, dont il occupe les hauteurs en amont de Fleurimont et de Saint-Gilles les Hauts. Il est traversé par un cours d'eau qui a creusé une profonde ravine, la ravine Bernica. Durant la première partie du XIXe siècle, par ailleurs, il fut l'une des propriétés de Madame Desbassayns. Il s'ancra définitivement dans l'histoire littéraire française en laissant sa beauté romantique inspirer à George Sand le dénouement de son roman Indiana en 1832 puis, en 1858, à Leconte de Lisle un poème éponyme resté célèbre.

## Géographie

### Situation

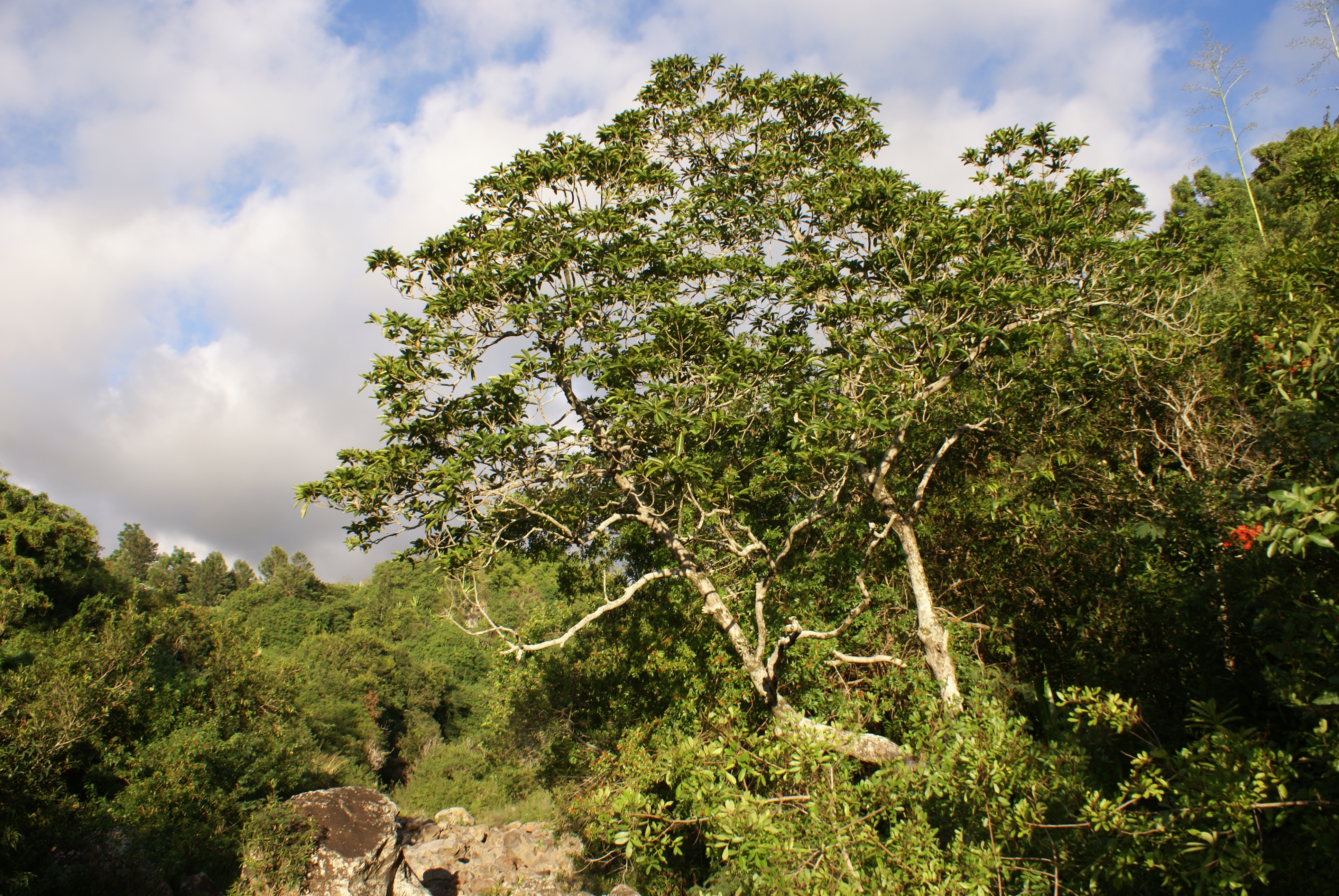
Mimusops balata le long de la ravine Bernica.

Le lieu-dit aujourd'hui appelé Le Bernica est situé dans les Hauts de l'ouest de La Réunion sur la rive gauche du cours d'eau qui porte le même nom, la ravine Bernica. Groupées autour d'une mairie annexe de la commune de Saint-Paul  les habitations se trouvent presque toutes entre 420 et 500 mètres d'altitude dans un paysage clairement dominé par la culture de la canne à sucre. Le Bernica a longtemps accueilli une des seules auberges de jeunesse du département de La Réunion.
On y accède par une route départementale pentue qui grimpe depuis le lieu-dit baptisé Fleurimont en l'honneur du gouverneur Germain de Fleurimont Moulinier. Depuis le centre-ville historique, ce bourg est lui-même accessible par une autre voie départementale qui trouve son origine près de l'endroit où la ravine susmentionnée se jette dans l'étang de Saint-Paul : elle fait d'abord quelques lacets le long d'une paroi rocheuse puis contourne Plateau Caillou avant d'atteindre la bifurcation qui nous intéresse. De là, elle continue quant à elle jusqu'à Saint-Gilles les Hauts, un autre lieu-dit que le Bernica domine et duquel il peut être atteint par une rue moins circulante.

### Toponymie
À l'origine, le terme Bernica ne désignait pas que le petit bourg que l'on appelle ainsi aujourd'hui. Outre le fait qu'il proviendrait d'un métis portugais du nom de Berniqua,, il servait autrefois à décrire une zone bien plus vaste que celle que l'on vient de décrire — cette dernière s'étendait davantage en aval et englobait par ailleurs la rive droite de la ravine. C'est ainsi qu'on le retrouve dans certains toponymes encore en usage aujourd'hui sur d'autres sites de cette petite partie du vaste territoire saint-paulois.
Sur la rive gauche, surplombant le centre-ville et la baie de Saint-Paul, les Coteaux du Bernica sont un ensemble d'habitations de Plateau Caillou situé à environ 170 mètres d'altitude seulement. De l'autre côté, en contrebas du Guillaume, le Petit Bernica est un autre lot de maisons quant à lui installé à environ 375 mètres d'altitude. La route qui le traverse est l'autre axe permettant d'atteindre le village homonyme que l'on a décrit plus haut depuis le centre-ville de Saint-Paul : très tortueuse, elle traverse d'abord Grande Fontaine puis se sépare en deux branches qui franchissent le cours d'eau grâce à autant de radiers avant de rejoindre qui Fleurimont, qui le Bernica lui-même.

## Histoire
Le premier propriétaire du lieu, Bernica, fut un Portugais arrivé dans l'île le 1er juin 1677. La propriété a appartenu à Pierre-Benoît Dumas qui la revend à Bernard Lagourgue en 1733. 13 engagés indiens y travaillaient. Madame Desbassayns en a été également propriétaire. Le Crédit foncier colonial l'acquiert en 1869.

## Représentations dans la littérature
- Leconte de Lisle a écrit le poème Le Bernica, en souvenir de son enfance passée sur l'île Bourbon. Publié la première fois dans La Revue contemporaine le 15 mai 1858, il figure dans le recueil Poèmes barbares.

- Indiana de George Sand, qui ne s'est jamais rendue sur les lieux mais s'est appuyée sur les notes du botaniste Jules Néraud.

## Équipements
On y trouve une mairie annexe, un bureau de poste et une école. Le collège Le Bernica est quant à lui installé à Saint-Gilles les Hauts.